# 丘默勒斯山
85°20′S 175°0′W / 85.333°S 175.000°W
丘默勒斯山（英語：Cumulus Hills）是南極洲的山峰，西面是沙克爾頓冰川，北面是麥克格雷格冰川，南面是薩內韋爾德冰川，該山峰現時由南極條約體系管理。